# Digital-chō

Inlandslogo

Die japanische Digital-chō (japanisch デジタル庁 Dejitaru-chō, englisch Digital Agency) ist eine zum 1. September 2021 gegründete Behörde der japanischen Zentralregierung mit dem Ziel die Digitalisierung des Landes zu stärken. Das Kabinett von Yoshihide Suga hat eine Leitlinie zur Förderung der Digitalisierung aufgestellt, indem eine neue Digital-chō gegründet und vertikal geteilte Verwaltungsfunktionen beseitigt werden.
Schon vor der Verabschiedung des Gesetzentwurfs zur Errichtung der Digital-chō waren das Büro für Informationstechnologie (IT) des Kabinetts für umfassende Strategie und das Promotionsbüro für das Sozialversicherungs- und Steuernummernsystem in ihren jeweiligen Bereichen tätig. Zusätzlich zu den bisherigen Mitarbeitern der nationalen Regierungsorganisation wird die Digital-chō durch die Einstellung von 120 Personen aus der Privatwirtschaft ins Leben gerufen, die mit der Digitalisierungsplattform der Gesellschaft vertraut sind.

## Hauptaufgaben
- Nationales Informationssystem der[3]
  - Beseitigung vertikal geteilter Verwaltungsfunktionen, Förderung der Integration und Integration staatlicher Informationssysteme und Erleichterung der Zusammenarbeit mit Systemen des privaten Sektors
- Gemeinsame digitale Infrastruktur für alle Regionen
  - Standardisierung der Informationssysteme der Kommunalverwaltungen
- Individuelle Nummer (das System der Sozialversicherungs- und Steuernummern)
  - Verwirklichung einer Gesellschaft, in der die Bürger unter Verwendung der Individualnummer aus einer Hand Verwaltungsverfahren online erledigen können
  - Das Kabinett Suga setzt sich dafür ein, dass alle Bürger bis Ende 2022 über einen Personalausweis mit der Individualnummer verfügen.
- Feld „Halböffentlich“
  - Förderung der Digitalisierung in alltagsnahen Bereichen wie medizinische Versorgung, Bildung und Katastrophenvorsorge
- Datennutzung
  - Entwicklung eines „Basisregisters“, das als Basisdaten für die Gesellschaft dient
  - Erledigung von Verwaltungsverfahren „nur einmal“ (das Prinzip, dass einmal gesendete Informationen nicht erneut gesendet werden müssen) als Grundlage